# Istočni Drvar
Istočni Drvar (szerbül: Источни Дрвар) község Bosznia-Hercegovinában, Bosanska krajina területén, a Szerb Köztársaságban. A daytoni békeszerződés után megosztott Drvar községnek a Szerb Köztársaság területéhez tartozó, kis része. Székhelye Potoci.

## Fekvése
Bosznia-Hercegovina nyugati részén, Banja Lukától légvonalban 63, közúton 97 km-re délnyugatra fekszik. Istočni Drvar község a rendkívül fejletlen községek sorába tartozik. Területe 75,3 km², melynek teljes területe a Klekovača hegységben található. A község területén folyók nem találhatók. A község a Szerb Köztársaságban található Ribnik és Petrovac községekkel, valamint a Bosznia-Hercegovinai Föderációhoz tartozó Drvar községgel határos. A Szerb Köztársaság területi beosztása szerint Istočni Drvar település a Banja Luka-i régió Mrkonjić Grad-i alrégiójában található. A legközelebbi nagyobb lakott hely, egyben ennek a kistérségnek a központja Mrkonjić Grad. Az összesen 79 lakossal rendelkező községben a következő települések találhatók: Potoci, Srnetica, Uvala, míg Gornja Uvala, Dražići, Resanovača és Škrbići települések nem lakott státusszal rendelkeznek, hanem a lakott helyekről szóló rendelet szerint Uvala lakott településének részeként kezelik őket.
Istočni Drvar község területén található a Szerb Köztársaság védett természeti értéke, a Lomi esőerdő, amely a köztársaság szigorúan védett természeti rezervátuma. Területe 297,8 hektár, és Petrovac és Istoční Drvar községek területére terjed ki. A Nemzetközi Természetvédelmi Unió osztályozása szerint a Prašuma Lom a legmagasabb Ia.1 védelmi kategóriával rendelkezik. 

## Népessége
| Nemzetiségi csoport | Népesség 1991 | Népesség 2013 |
| ------------------- | ------------- | ------------- |
| Szerb               | 60            | 78            |
| Bosnyák             | 0             | 0             |
| Horvát              | 1             | 1             |
| Jugoszláv           | 0             | 0             |
| Egyéb               | 0             | 0             |
| Összesen            | 61            | 79            |

## Története
A községhez tartozó Srnetica, bár ma lakatlan, 1976-ig egy 2500 lakosú kisváros volt, ahol 3000 munkás dolgozott. A Srnetica korábban Délkelet-Európa legnagyobb keskeny nyomtávú vasúti csomópontja volt, és mint a „Šipada” munkástelepek egyike, az első világháború kezdete előtt elkezdték építeni. A srneticai vasutat az Osztrák-Magyar Birodalom idején építették, hogy megkönnyítsék az erdőről a fa szállítását, amit az akkori kormány teljesen kiaknázott. Srnetica akkoriban fejlett infrastruktúrával és számos épülettel rendelkező város volt. Srneticában a lakhatás céljára szolgáló nagyszámú egyéni és kollektív épület mellett volt egy Szent György tiszteletére szentelt templom, egy bolt, egy étterem, egy klinika, egy helyi hivatal, egy posta, egy gyógyszertár és egy mozi. A vasút 1976-os felszámolása után a lakosság tömegesen költözött ki erről a településről, maga a város pedig elhagyatott lett. Srnetica utolsó lakója Blažo Đaković volt, akit a „Misztrál 2” hadművelet során öltek meg.
1991 nyarán többek között megalakult a Bosanska Krajinai Városi Önkormányzatok Szövetsége (Заједница општина Босанске Крајине), amely szeptember 12-én hivatalosan SAO Bosanska Krajinára (САО Босанске Крајине) változtatta a nevét. A SAO Bosanska Krajina részévé vált települések egyike a volt jugoszláviai Drvar község, ahol akkor 16 608 szerb élt, és amely Drvar község lakosságának 96,97%-át tette ki. A boszniai háború idején Drvar község a Boszniai Szerb Köztársaság részeként létezett, területén padig az 1. Drvar könnyűgyalogdandár állomásozott. A Misztrál–2 hadművelet során, a horvát és bosnyák erők közös hadműveletében a Horvát Hadsereg (HV) 7. gárdadandárja elfoglalta Drvart, és ezzel Drvar község a boszniai Szerb Köztársaság részeként hivatalosan is megszűnt. 1995 szeptemberében a Horvát Köztársaság Hadserege "Puma" egységének tagjai Potoci településen megöltek hat idős szerbet.
A daytoni békemegállapodás aláírása után az egykori Drvar község területét az entitások határvonala kettéosztotta. A Bosznia-Hercegovinai Föderációhoz tartozó részből a nyugati részt leválasztották és Bihács községhez csatolták, a Szerb Köztársasághoz tartozó részből pedig Srpski Drvar községet alakították ki. A Misztrál 2 hadművelet során száműzetett lakosság visszatérésével ezen a területen kormányt hoztak létre, és Srpski Drvar önkormányzata formálisan is életre kelt. Az 1997-es bosznia-hercegovinai helyhatósági választásokon a Drvar-párt győzelmet aratott Srpski Drvarban, amely egyben megválasztotta a település első polgármesterét is. A Bosznia-Hercegovinai Alkotmánybíróság határozatával a Srpski Drvar nevet alkotmányellenesnek, valamint a bosnyákokkal, horvátokkal és más nem szerb állampolgárokkal szemben diszkriminatívnak nyilvánította, így a község nevét Istočni-Drvarra változtatta.

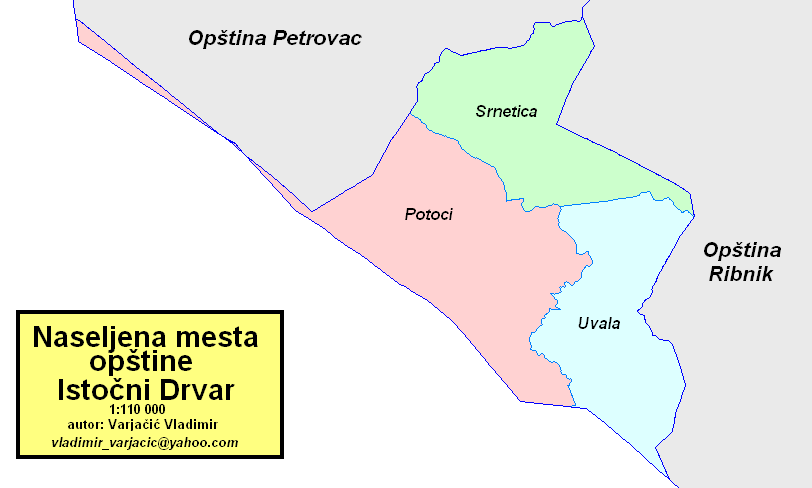
Istočni Drvar község települései

## Gazdaság
Istočno Drvar területén az ipari fejlődés motorja az erdészet és a fafeldolgozó ipar. A község területén van bizonyos számú fűrésztelep, ahol a legtöbb helyi lakost, valamint a szomszédos települések bizonyos számú lakosságát foglalkoztatják. A község területén a Šuma Srpska egyik szervezeti egységeként működik a „Klekovača-Potoci” erdőgazdaság. A „Klekovača-Potoci” erdőgazdaság erdőket és erdőterületeket kezel az Istočni Drvar önkormányzat erdőterületén. A céget 1993-ban „Klekovača” Erdőgazdaság néven alapították, azóta a Šuma Srpska részeként működik.
Ezen kívül a lakosság kisebb arányban mezőgazdasággal és állattenyésztéssel foglalkozik.

## Közlekedés
A település közúti infrastruktúrája nagyon rossz állapotban van, magát Istočni Drvar települést sem köti össze aszfaltút más településekkel. A község területén áthaladó utak főként makadám, erdei, kategorizált és kategorizálatlan utak, amelyek elsősorban fatömeg kitermelésére szolgálnak.

## Oktatás
A háború előtt Drvar község területén a „Slavko Rodić” Általános Iskola működött, amelynek székhelye Drvar volt. Napjainkban Istočni Drvar községben egyetlen iskola sem létezik.

## Sport
A község területén két sportegyesület van bejegyezve: Az 1924-ben Drvarban alapított Borac labdarúgóklub, amely a Banja Luka-i csoportban a Boszniai Szerb Köztársaság negyedik ligájában játszik. és a Borac '72 kosárlabdaklub, amely a 2016/17-es szezon óta a Boszniai Szerb Köztársaság második kosárlabda ligájában, a Nyugat csoportban versenyez.

## Egészségügy
A község lakosságát ma a község központi településén található „Dr. Dušan Marčeta” Népegészségügyi Intézmény látja el az egészségügyi alapellátással. A boszniai háború idején Drvar lakossága a Drvar Általános Kórház közegészségügyi intézményében részesült másodlagos egészségügyi ellátásban, amelyet a Szerb Köztársaság kormánya hozott létre 1994. június 20-án.

## Nevezetességei
Istočni Drvar község területén a lakosság többsége ortodox vallású, és a szerb ortodox egyházhoz tartozik. Az egyetlen vallási épület a község területén az Uvala faluban található az apostolokkal egyenrangú Szent Mária Magdolna temploma, amelyet 2016. augusztus 4-én szentelt fel Atanasije bihács-petrovai ortodox püspök.

## Fordítás
- Ez a szócikk részben vagy egészben  a(z)    Општина Источни Дрвар című szerb Wikipédia-szócikk ezen változatának fordításán alapul.  Az eredeti cikk szerkesztőit annak laptörténete sorolja fel. Ez a jelzés csupán a megfogalmazás eredetét és a szerzői jogokat jelzi, nem szolgál a cikkben szereplő információk forrásmegjelöléseként.